# Grootschermer
Grootschermer is een lintdorp in de gemeente Alkmaar, in de Nederlandse provincie Noord-Holland op het Schermereiland. Het dorp telt circa 715 inwoners.

## Geschiedenis
Tot 1970 viel het onder de gemeente Zuid- en Noord-Schermer waarna het opging in de gemeente Schermer. Op 1 januari 2015 ging de plaats samen met die gemeente op in de gemeente Alkmaar. Het dorp kreeg landelijke bekendheid na een bomaanslag op het huis van staatssecretaris Aad Kosto door actiegroep RaRa in 1991.

## Bezienswaardig
- De Hervormde Kerk uit 1762.
- Het voormalig raadhuis (1639)
- De beeldentuin van Nic Jonk
- Enkele oude, pittoreske huisjes.

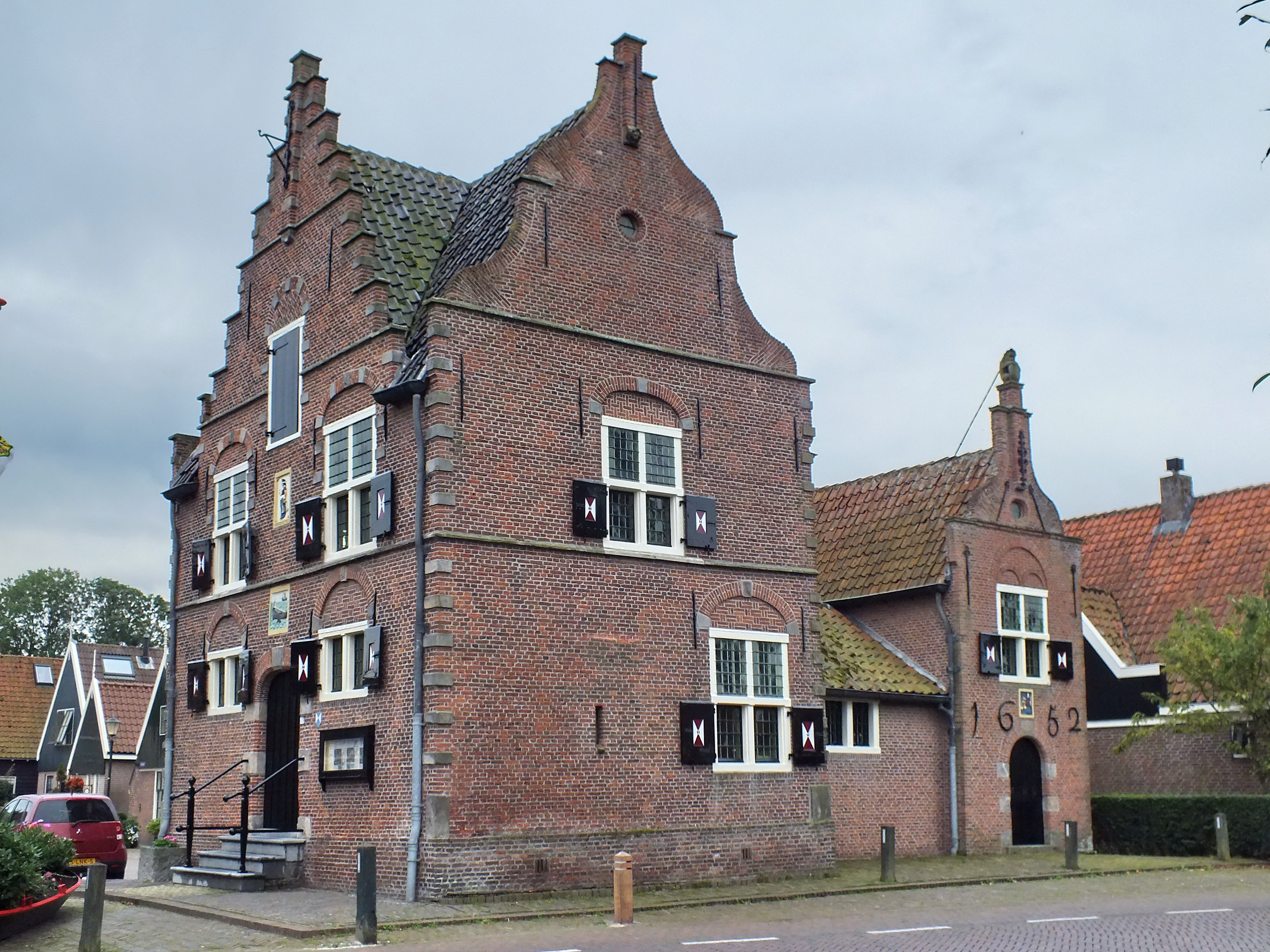
Het raadhuis in Grootschermer

- Molens De Havik en de Menningweermolen
- Weidemolen Grootschermer.[2]

## Sport
De plaatselijke voetbalclub is GSV.
De plaatselijke tennisvereniging is TC Schermer.

## Geboren
- Nic Jonk (1928-1994), beeldend kunstenaar
- André Krul (1987), betaald voetballer (doelman)
- Pieter de Hart (1950), 1ste Werelduurrecordhouder Backwards Cycling (19-09-1990)

## Afbeeldingen

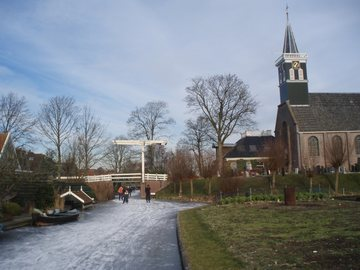
hervormde kerk
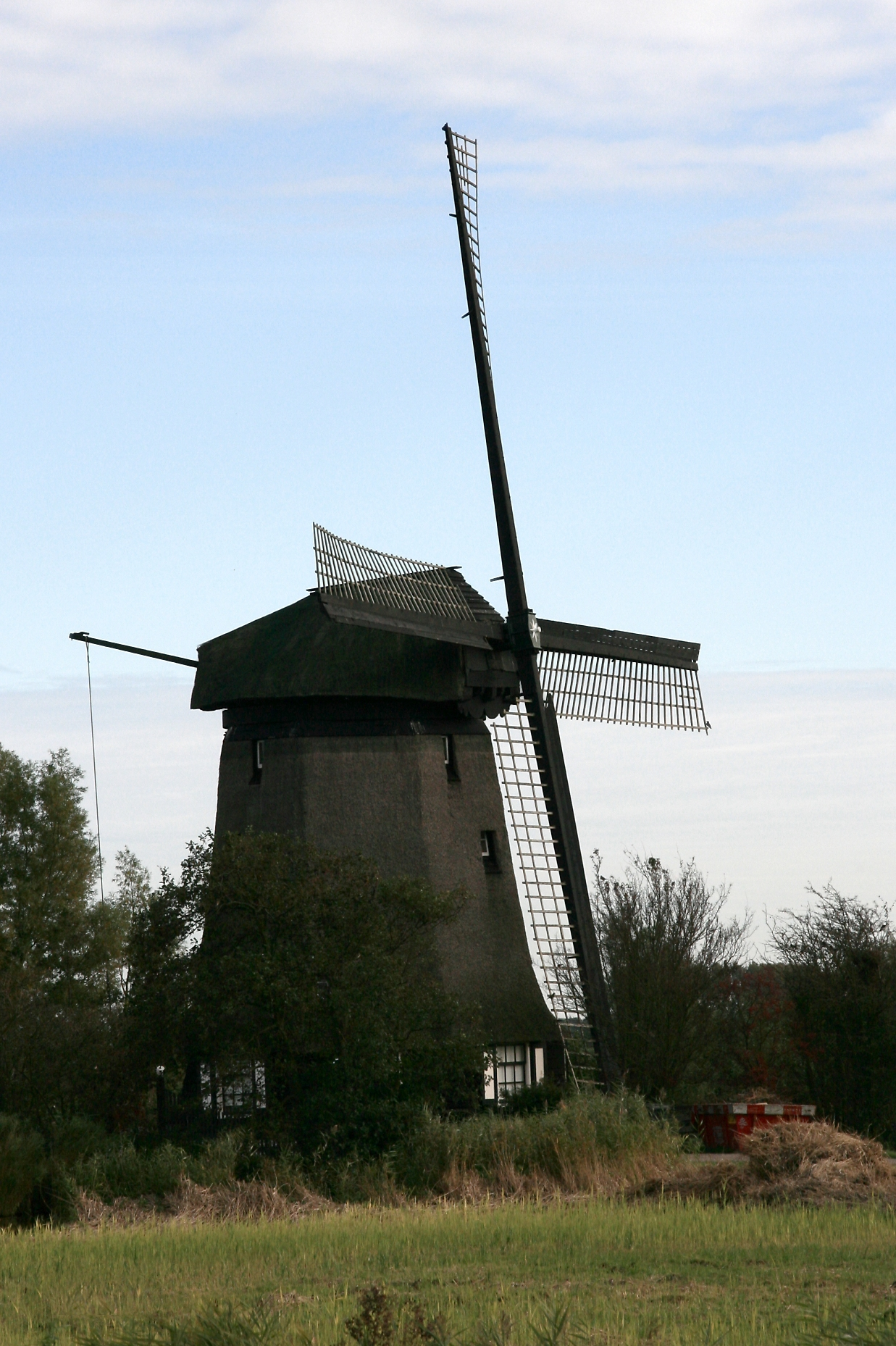
molen De Havik
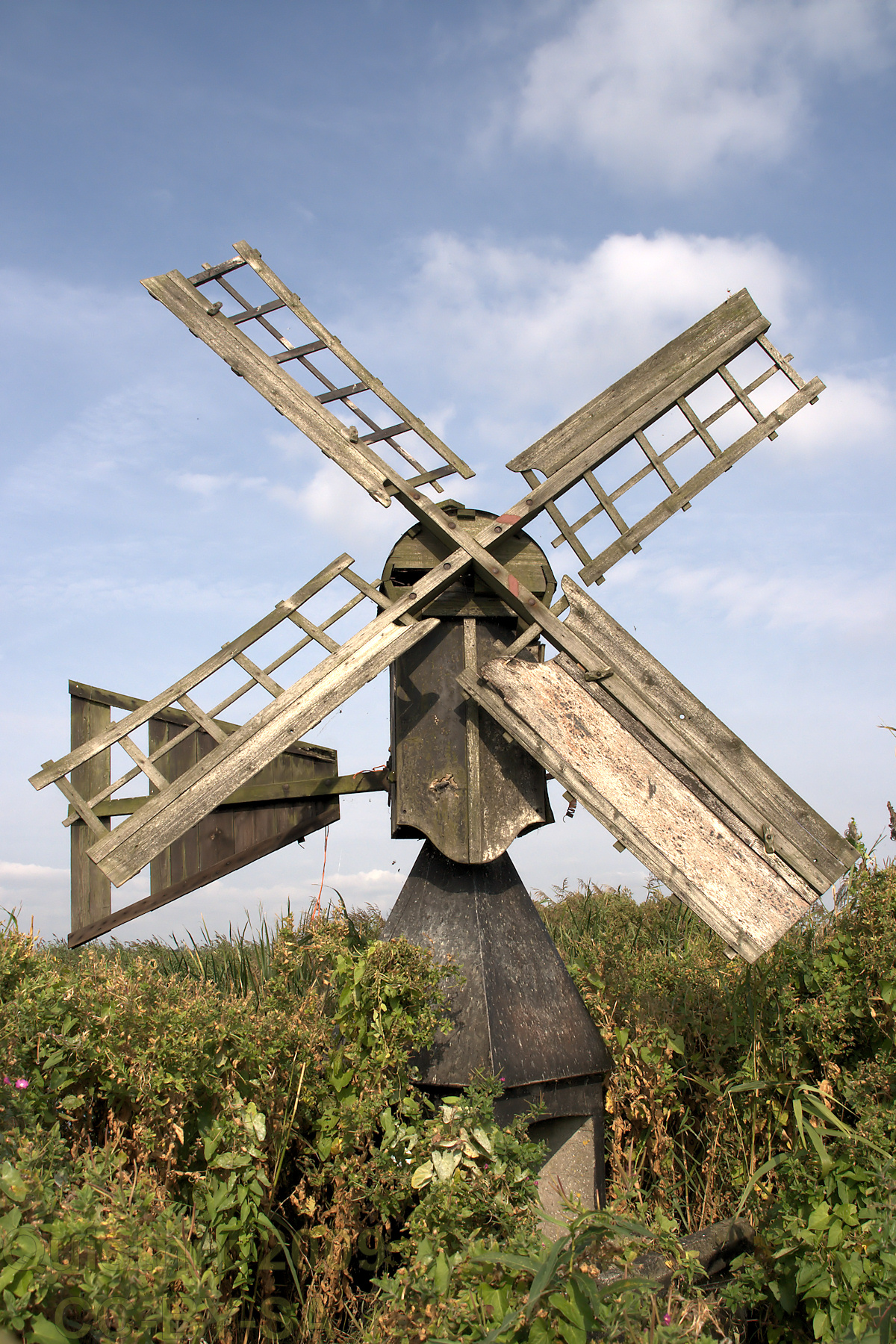
Weidemolentje
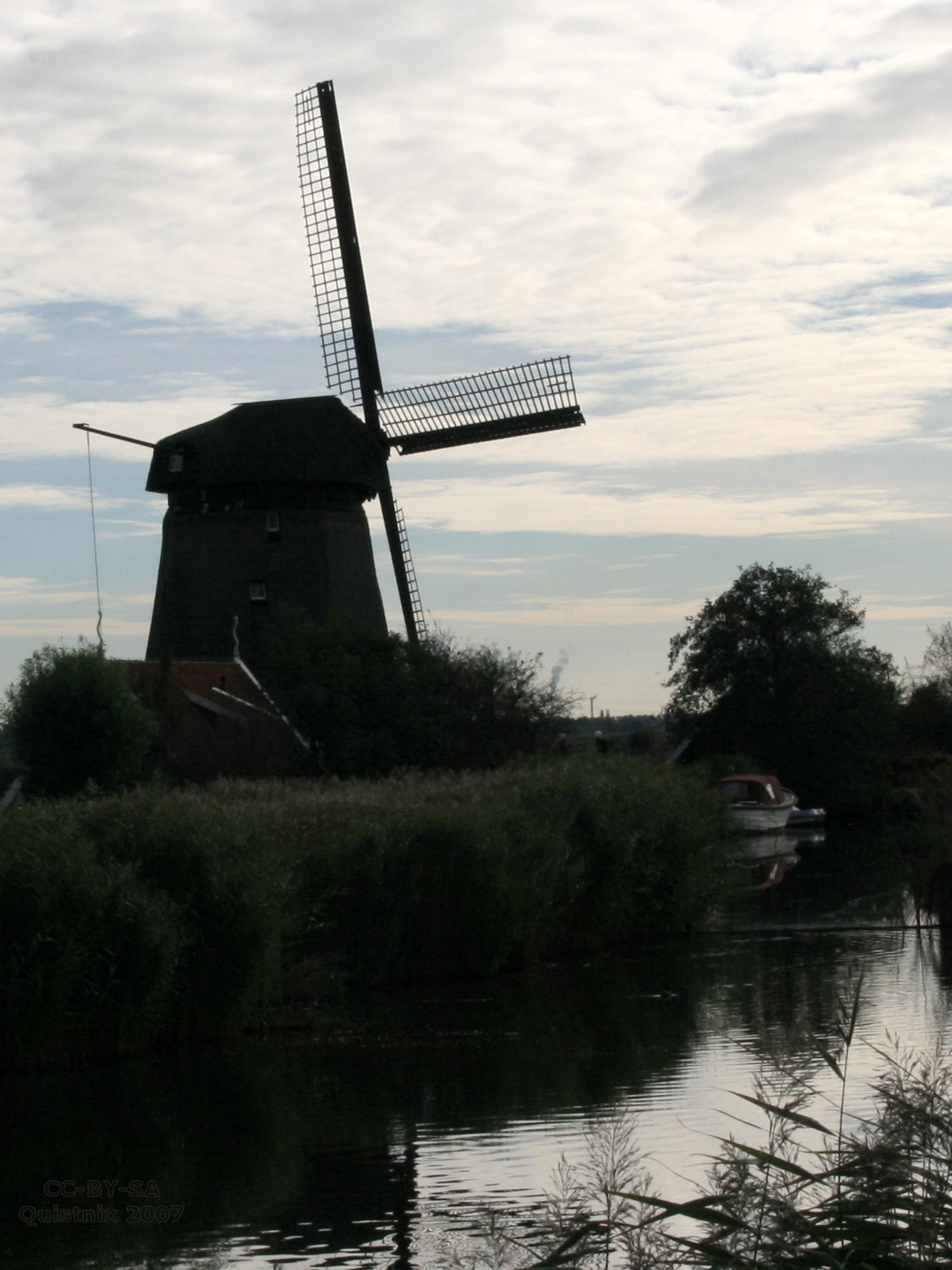
molen De Havik
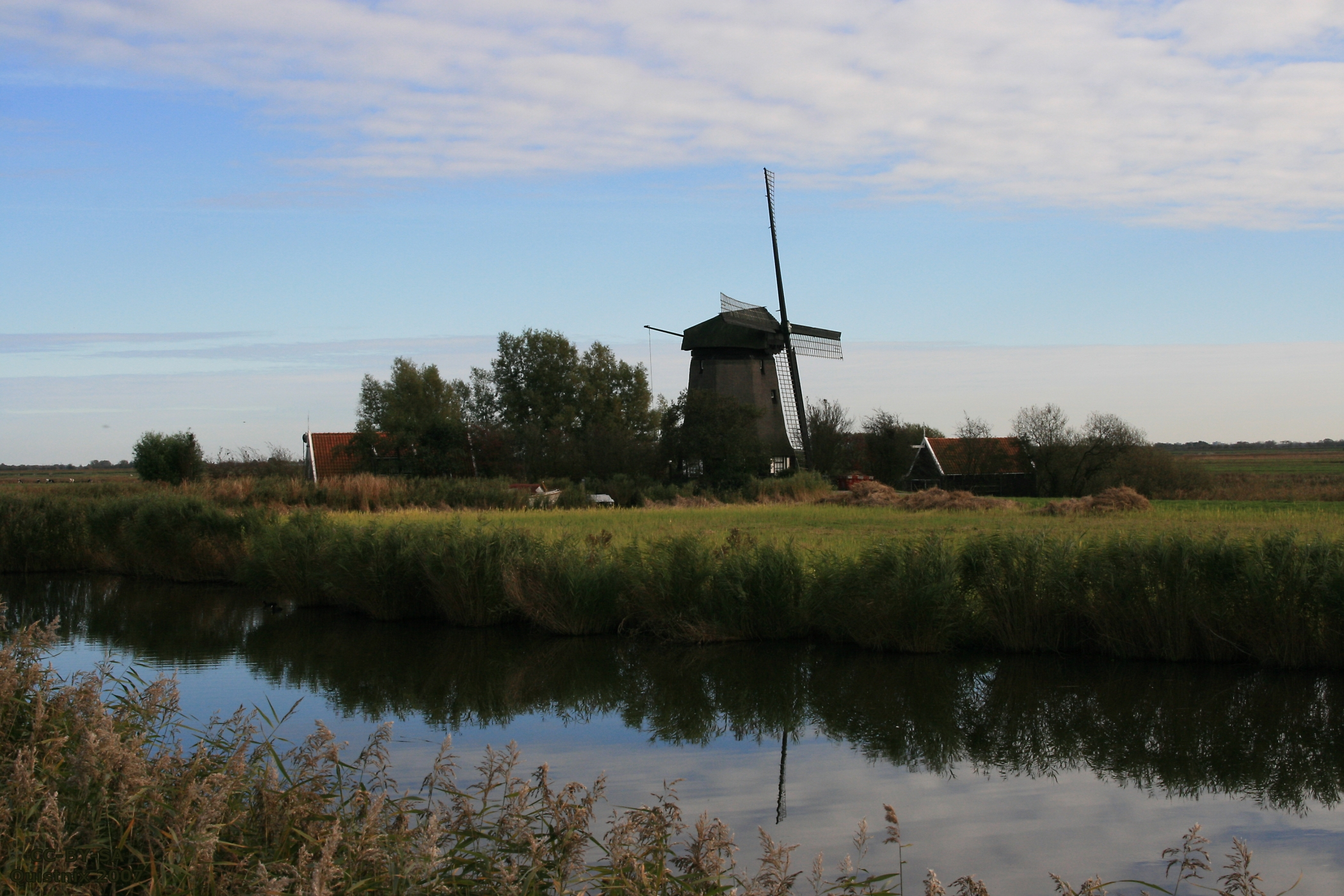
molen De Havik